# Leucania robusta
Leucania robusta är en fjärilsart som beskrevs av Walker 1857. Leucania robusta ingår i släktet Leucania och familjen nattflyn. Inga underarter finns listade i Catalogue of Life.